# Srce od tinte (roman)
 Ovo je glavno značenje pojma Srce od tinte (roman). Za film pogledajte Srce od tinte (2008).
Srce od tinte (orig.: Tintenherz, eng.: Inkheart) je roman za mlade koji je napisala Cornelia Funke. To je prva knjiga trilogije Svijeta od tinte.

Knjiga je o dvanaestogodišnjoj Meggie Folchart čiji se život promijeni nakon što sazna da njen otac, knjigovezac Mortimer Folchart (Mo), ima neobičnu sposobnost – kad čita naglas, likovi ili predmeti iz knjige prijeđu u stvarni svijet, a zauzvrat nešto iz stvarnog svijeta dođe u knjigu. Drugi dio zvan Krv od tinte u prodaju je pušten 1. listopada 2005., a treći dio, Smrt od tinte, 28. rujna 2007. u Njemačkoj.

## Radnja
Dvanaestogodišnja Meggie Folchart, po noći vidi kako neki stranac prilazi njenoj kući. Čovjek, koji se predstavi kao Lakoprsti, poznaje njenog oca, Moa (Mortimera Folcharta), kojeg Lakoprsti zove "Čudousti". Meggie čuje kako Lakoprsti upozorava Moa da ih netko traži i oni napuštaju novi dom (Meggie i Mo se stalno sele) krenuvši na jug k tetki Meggine majke, prema Italiji. Meggie saznaje da ona, Mo i Lakoprsti bježe od tajanstvenog čovjeka zvanog Jarac te da idu k tetki njene majke, zvanoj Elinor. Maggie nije vidjela majku otkad je imala tri godine i iako i ona i Mo vole knjige, on joj nikada ne čita na glas. Ona ne zna zašto.
Dok su kod Elinor, Jarčevi ljudi otmu Moa i odvedu ga u Jarčevo selo, dok Lakoprsti zabavlja Meggie s vatrenom predstavom. On je izdao Moa jer se htio spasiti. Elinor, Meggie i Lakoprsti (s njegovom rogatom lasicom, Gwinom) napuštaju Elinorinu kuću i slijede čovjeka koji je po Jarčevoj zapovijedi oteo Moa, Bastu. Meggie saznaje da njen otac može iščitavati i odčitavati te da je jedne noći, dok je čitao knjigu Srce od tinte na glas njenoj majci, slučajno odčitao njenu majku i njihove dvije mačke u Svijet od tinte, a iščitao iz knjige Bastu, Lakoprstog, Jarca i Gwina. Nakon što je otjerao zločince i spasio Lakoprstog, godinama je bezuspješno pokušavao vratiti svoju ženu, Teresu, natrag u stvarni svijet. On i Meggie otada žive nomadski život, seleći se svakih par godina, kako bi pobjegli od Jarca, koji Moove moći želi iskorisiti u svoju korist. U Jarčevom selu, na užas Lakoprstog, Jarac pali sve kopije Srca od tinte, jer se ne želi vratiti u knjigu te ne želi da to itko pokuša učiniti.
Meggie, Elinor i Lakoprsti bivaju zarobljeni i koriste ih kao taoce kako bi Mo čitao. Mo pristaje samo ako je on drži, jer tako ne može otići u knjigu. Mo čita pasus iz Otoka s blagom i napuni dvoranu sa zlatom, no kad čita iz Tisuću i jedne noći dječak zvan Farid odjednom se pojavi.  Lakoprsti pomogne osloboditi Meggie, Moa i Elinor, shvativši da je pogriješio izdavši ih, a Mo ga nagovori da u bijegu povedu Farida. Petero bjegunaca uzmu Elinorin auto i bježe iz sela na talijansku obalu gdje smišljaju plan. Mo shvaća da mu treba kopija knjige kako bi Bastu i Jarca ponovno učitao u nju te želi naću autora knjige zvanog Fengolio. Nalaze ga u malom selu i otkrivaju im svoju priču pokazavši im Lakoprstog, koji užasnuto otkriva da, prema originalnoj radnji Srca od tinte, umire na kraju knjige spašavajući Gwina. Fenoglio im preko volje pomaže, no zarobi ih Basta, koji ih vraća u Jarčevo selo kao mamac za Moa.
Mo, Lakoprsti, Farid i Elinor vraćaju se u Jarčevo selo i pokušavaju odlučiti kako spasiti Meggie i Fengolia. Meggie upoznaje jarčevu sluškinju, Resu, koja je nijema jer ju je Darius iščitao iz Srca od tinte, i smatra da je to njena majka. Nakon što joj Mortola, Jarčeva majka, prijeti, ona to govori Fengoliu i počinje naglas čitati neke knjige koje joj je Darius ostavio.
Nakon što pročita: "I kad se na sekundu smirilo, vidio si: bila je to jedna...", iz Petra Pana, u sobi se pojavi Zvončica i počne mahnito lupati u prozorsko staklo. Tad Meggie shvaća da ima isti dar kao i njen otac. Mo šalje Gwina Meggie s porukom na Vilinskom pismu, izmišljenom jeziku iz Gospodara Prstenova, a Meggie mu odgovara da i ona ima njegov talent. Lakoprsti se ušulja u selo i nađe Resu, a ona pisanjem pita kako su Mo i Meggie. Lakoprsti, koji ju voli, joj preko volje kaže istinu. Basta otkriva Megginu moć kad nađe Zvončicu u njenoj i Fengoliovoj ćeliji, a Jarac želi da ona dovrši plan. Fenoglio zatraži kemijsku i papir da pročisti um, no potajno radi na svršetku koji će njegovoj priči dati zadovoljavajućiji svršetak. 
Meggie mora čitati pasus iz Srca od tinte i dovesti Sjenu, demona vatre, u stvarni svijet. Elinor i Resa su sad Bastini i Mortolini taoci, a kad Mortola zaprijeti da će ih otrovati, Maggie pristaje čitati. Fengolio joj dodaje uređenu verziju. Farid i Mo zapale kuću kako bi skrenuli pažnju, a Fengolio prouzroči nemir kako bi Meggie mogla zamijeniti Jarčev papir s Fengoliovim. Meggie pozove Sjenu (slučajno poslavši Fengolia u Srce od tinte), no ne može pročitati rečenicu kojom će ubiti Jarca. Mo se u zadnji čas ubaci i pročita: "I Jarac je pao na lice i njegovo crno srce je stalo, a svi koji su skupa s njim palili i ubijali nestali su – kao pepeo kojeg je raznio vjetar." Jarac umre, a potom pročitaju rečenicu kojom Sjena umre i time u selo vrati sve koje je ubio. Basta i Mortola pobjegnu, a Mo i Resa su ponovno zajedno. Farid i Lakoprsti ukradu zadnju kopiju Srca od tinte i otiđu kako bi našli način da se vrate u priču, dok Mo, Resa, Elinor, Darius, Meggie i ostala magična stvorenja odu živjeti kod Elinor. Meggie odluči da će pokušati pisati vlastite priče.

## Likovi
- Meggie Folchart – dvanaestogodišnjakinja koja voli knjige. Moova je kćer i može čitajući naglas dovesti likove iz knjige u stvarnost.
- Mortimer Folchart – još zvan "Čudousti" i Mo, Meggin otac i knjigovezac. Može čitajući naglas dovesti likove iz knjige u stvarnost i slučajno učita svoju ženu Teresu (Resu) u Srce od tinte na istu noć kad iz nje iščita Bastu, Lakoprstog i Jarca. Autorica Cornelia Funke je poslala kopiju Srca od tinte glumcu Brendanu Fraseru, objasnivši da joj je bio inspiracija za Moa. Fraser je kasnije glumio Mortimera u filmskoj adaptaciji knjige.[1]
- Teresa Folchart – zvana Resa. Meggieina majka, Moova žena. Mo ju je slučajno odčitao u Srce od tinte i nije ju mogao iščitati. Jarčeva sluškinja. Izgubila glas kad ju je Darius iščitao. Lakoprsti je zaljubljen u nju, iako u Svijetu od tinte ima ženu Roksanu i dvoje djece.
- Lakoprsti – gutač vatre. Za razliku od Jarca on se želi vratiti u Svijet od tinte. Izdaje Meggie i Moa kako bi ponovno ušao u knjigu, no kasnije ih spasi i postane Faridov učitelj.
- Jarac – Glavni antagonist. Pun zla, želi povećati svoju moć. Iako se hvali da je plave krvi, majka mu je Mortola, zvana Svraka, prije bila sluškinja, a otac mu je bio koval koji ga je naučio da je moć jedino što je bitno.
- Basta – Jedan od najodanijih Jarčevih slugi, vrlo praznovjeran, rijetko bez noža, boji se vatre, uvijek nosi duge rukace, jer ga je jednom vatra opekla do ramena. Počeo je žvakati metvicu otkad mu je cura rekla da ima loš zadah.
- Elinor Loredan –Tetka Meggieine majke. Zovu je "žderačica knjiga". Voli skupljati knjige i smatra ih svojom djecom. Zna biti vrlo mrzovoljna i ponašati se kao stara gospođa.
- Fenoglio – Još zvan "Tkalac riječi". Autor Srca od tinte (u knjizi), starac koji je učitan u priču pri kraju knjige.
- Farid – Dječak iz Tisuću i jedne noći. Lakoprstov učenik. Zaljubljen u Meggie. Vrlo vezan uz Lakoprstog i želi naučiti kako "krotiti" vatru.  * Gwin – Lakoprstova rogata lasica
- Mortola – još zvana Svraka. Jarčeva majka i sluškinja, pravi otrove i držala je Resu u zatočeništvu godinama.
- Sjena – Jarčev ubojica
- Pijevac – Jedan od Jarčevih ljudi iz Srca od tinte.
- Darius – Mucavi Jarčev čitač, isto može iščitavati, no oštećuje likove zbog mucanja. Na kraju se useli u Elinorinu kuću. Kad je iščitao Resu, izgubila je glas.
- Spljošteni Nos – Jedan od Jarčevih ljudi iz Srca od tinte.
- Paula, Pippo i Rico – Fenogliovi unuci

## Filmska adaptacija
Film prema knjizi u SAD-u i Kanadi je pušten 23. siječnja 2009. Eliza Bennett i Brendan Fraser su prvi dobili uloge Meggie i Moa. Paul Bettany je glumio Lakoprstog. Rafi Gavron Farida. Jim Broadbent (Horace Slughorn iz Harry Potter i princ miješane krvi (2009)) je glumio Fenoglio. Helen Mirren je glumila Elinor Loredan, a Andy Serkis Jarca. Sienna Guillory Resu i Jamie Foreman Bastu. Glumica Jessie Cave, koja glumi Lavender Brown u seriji filmova o Harryju Potteru, glumila je nimfu.  Iain Softley je redatelj.

## Kritike
Srce od tinte je primilo pozitivne kritike. The New York Times Book Review opisao je Srce od tinte kao "posipanu s magičnim vilinskim prahom", dok su ju Kirkus Reviews proglasili "pravom poslasticom za svakoga tko se ikad izgubio u knjizi".

## Vanjske poveznice
- Svijet Cornelije Funke
- Službena stranica Cornelije Funke
- Neslužbena stranica srca od tinte
- Wikipedija Srca od tinte